# إسفغنون
الإسفغنون  (الاسم العلمي:Sphagnum) هو جنس من النباتات يتبع الفصيلة الإسفغنونية من رتبة الإسفغنونيات.

## أنواع الإسفغنون
- إسفغنون سبخي
- إسفغنون الينابيع
- إسفغنون أخضر
- إسفغنون أطلسي
- إسفغنون أفريقي
- إسفغنون أقطع
- إسفغنون ألاسكي
- إسفغنون أنتيوكي
- إسفغنون أوروغواني
- إسفغنون برييري
- إسفغنون ترولي
- إسفغنون جنوبي
- إسفغنون حريري
- إسفغنون رأس الرجاء
- إسفغنون شخصي
- إسفغنون شرقي
- إسفغنون شعري الأوراق
- إسفغنون شوفالييري
- إسفغنون شولتزي
- إسفغنون صغير الثمار
- إسفغنون طرفي
- إسفغنون قلنسوي
- إسفغنون كاروليني
- إسفغنون كبير
- إسفغنون كثيف
- إسفغنون لاذع
- إسفغنون لحمي
- إسفغنون لوزوني
- إسفغنون متباعد
- إسفغنون متجانس الأوراق
- إسفغنون مثقب
- إسفغنون مثقوب الورق
- إسفغنون مخطط
- إسفغنون مركزي
- إسفغنون ميريدي
- إسفغنون نيبالي
- إسفغنون نيجروسي
- إسفغنون هاملتوني
- إسفغنون هنري
- إسفغنون وبيري
- إسفغنون وردي
- إسفغنون وسادي
- إسفغنون ياقوتي